# Проспект Королёва (Ростов-на-Дону)
Проспе́кт Королёва (часто ошибочно именуется У́лицей Королёва) — проспект в Ворошиловском и Октябрьском районах Ростова-на-Дону, в основном проходит по Северному жилому массиву. Назван в честь советского ученого, конструктора ракетной техники, Сергея Павловича Королёва.

## Транспорт
Автобусы (маршрутное такси): 78, 83, 18, 91, 13, 25, 29, 38, 81, 113.
Исторический транспорт: Троллейбус № 16, 21, 23. и автобус 20. Трамвай № 6, 8, 11, 17.

## Почтовые индексы[2]
| № | Почтовый индекс | Дома                                        |
| - | --------------- | ------------------------------------------- |
| 1 | 344092          | 1, 1д, 1ж, 1и, нечётные (3—7), чётные (2—8) |
| 2 | 344064          | 1а, 1в, 1г, 1л, 2г                          |
| 3 | 344114          | 27, 29                                      |
| 4 | 344113          | нечётные (9—25), чётные (10—30)             |